# Berlage Lyceum
Het Berlage Lyceum is een school voor voortgezet onderwijs in Amsterdam.
De school is vernoemd naar H.P.Berlage, een Amsterdams architect en ontwerper van Plan Zuid. De school heeft de richtingen Tweetalig Onderwijs, VWO (atheneum en gymnasium), havo en mavo. In 2011  zitten er 1240 leerlingen op.
Het aantal leerlingen is de afgelopen jaren sterk gestegen. Dit ondanks de sterke concurrentie in Amsterdam. Het Berlage Lyceum onderscheidt zich onder andere door tweetalig onderwijs op havo en vwo aan te bieden. De school is gevestigd in twee monumentale gebouwen aan de Pieter Lodewijk Takstraat in Amsterdam-Zuid, die zijn ontworpen door Arend Jan Westerman. De school is een onderdeel van Esprit Scholengroep.

## Geschiedenis
Namen van de school:
- Spinozalyceum (?-1957; heden elders gevestigd)
- Comeniuslyceum (1957-1967)
- Berlage Lyceum (sinds 1967)
- Berlage Scholengemeenschap

## Tweetalig onderwijs
Als eerste school in Amsterdam biedt men tweetalig onderwijs Nederlands-Engels aan.  Het Berlage Lyceum is een van de vier TTO-scholen in Amsterdam die het junior- en het seniorcertificaat heeft.
Sinds het schooljaar 2012-2013 wordt op alle afdelingen (mavo, havo en VWO) alleen nog tweetalig onderwijs aangeboden. Het vwo sluit af met een IB-English diploma, de havo met een Cambridge-certificate en de mavo met het Anglia-certificate.

## Beoordeling onderwijsinspectie
De onderwijsinspectie beoordeelde de school in 2006 als volgt:

### vwo
- Er zitten 127 leerlingen in de laatste 4 klassen; plusminus 32 per jaargroep.
- De onderwijsinspectie geeft geen oordeel over het rendement in de eerste twee leerjaren.
- 48 % van de leerlingen van het derde leerjaar haalt zonder zittenblijven het diploma. Dat is, rekening houdend met leerlingkenmerken, gelijk aan het landelijk gemiddelde.
- De examencijfers liggen, rekening houdend met leerlingkenmerken, met een 6,2 gemiddeld ruim boven het landelijk gemiddelde.
- Kennelijk worden er makkelijk leerlingen toegelaten waarna er in de eerste jaren zwaar wordt geselecteerd en er uiteindelijk hoge cijfers gehaald worden.[bron?] Het toelatingsbeleid is sinds kort[(sinds) wanneer?] veranderd. Hierdoor zullen de doorstroomcijfers verbeteren.

### havo
- Er zitten een 206 leerlingen in de laatste 3 klassen, 69 per jaargroep.
- In vergelijking met andere havo scholen ligt het rendement in de eerste twee leerjaren beneden het landelijk gemiddelde. 76% van de leerlingen komt zonder zittenblijven in het derde leerjaar.
- 64 % van deze leerlingen haalt dan vervolgens van het derde leerjaar zonder zittenblijven het diploma. Rekening houdend met leerlingkenmerken lopen vrij weinig leerlingen vertraging op in de laatste 3 jaar
- De examencijfers zijn, rekening houdend met leerlingkenmerken, met een 6,0 gemiddeld ruim boven gemiddeld.
- Kennelijk worden er makkelijk leerlingen toegelaten waarna er in de eerste jaren zwaar wordt geselecteerd en er uiteindelijk hoge cijfers gehaald worden.[bron?] Het toelatingsbeleid is sinds kort[(sinds) wanneer?] veranderd. Hierdoor zullen de doorstroomcijfers verbeteren.

## Profielen

### vwo
Naam en aantal deelnemers volgens opbrengstenkaart 2006.
- Cultuur en Maatschappij, 11%.
- Economie en Maatschappij, 32%.
- Natuur en Gezondheid, 18%.
- Natuur en Techniek, 39%.

### havo
Naam en aantal deelnemers volgens opbrengstenkaart 2006.
- Cultuur en Maatschappij, 27%.
- Economie en Maatschappij, 29%.
- Natuur en Gezondheid, 20%.
- Natuur en Techniek, 24%.

## Bekende oud-leerlingen en -leraren
- Joop van der Schee (1951), hoogleraar onderwijsgeografie

## Trivia
- Op zaterdagen wordt het gebouw gebruikt door de Chinese School Kai Wah als onderwijslocatie.